# Thiepan
Thiepan, auch Hexamethylensulfid genannt, ist der einfachste schwefelhaltige gesättigte siebengliedrige Heterocyclus.

## Darstellung
Die Darstellung von Thiepan kann durch die Reaktion von 1,6-Dibromhexan mit Natriumsulfid oder 1,6-Diiodhexan mit Kaliumsulfid erfolgen.
{\displaystyle \mathrm {Br{-}(CH_{2})_{6}{-}Br\ +\ Na_{2}S\longrightarrow \ C_{6}H_{12}S\ +\ 2\ NaBr} }

## Eigenschaften
Thiepan siedet bei 173–174 °C und besitzt eine Dichte von 0,99 g/cm3.

## Reaktionen
Die möglichen Reaktionen beschränken sich weitgehend auf Reaktionen am Schwefelatom und dessen α-Position, dem Kohlenstoff neben dem Schwefel. So kann Thiepan mit Kaliumpermanganat zu Sulfonen oder mit Wasserstoffperoxid zu Sulfoxiden oxidiert werden.
An α-Kohlenstoff können auch Abgangsgruppen eingeführt werden. So liefert die Reaktion mit N-Chlorsuccinimid 2-Chlorthiepan. Dies ermöglicht weitere Reaktionen mit Nukleophilen. Hierzu können beispielsweise Grignard-Reagenzien zur Einführung organischer Reste verwendet werden.

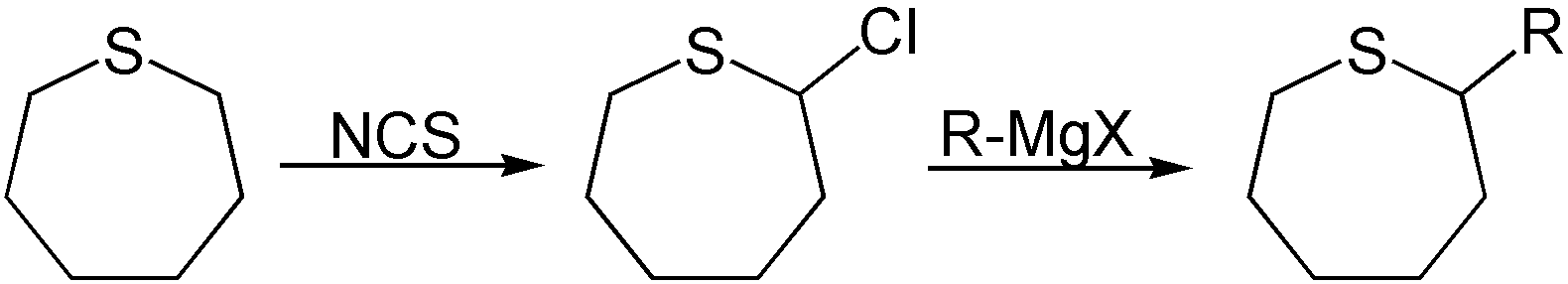
Sequenz aus Chlorierung mit N-Chlorsuccinimid und Grignard-Reaktion. R = organischer Rest, X = Halogenid